# Kate Winslet
Kate Elizabeth Winslet (n. 5 octombrie 1975, Reading, Anglia, Regatul Unit) este o actriță britanică.
Deși a jucat multe personaje de-a lungul carierei, probabil este cel mai bine cunoscută pentru performanțe ca Juliet Hulme în Heavenly Creatures (1994), Rose DeWitt Bukater în filmul Titanic (1997), și Clementine Kruczynski în Strălucirea eternă a minții neprihănite (Eternal Sunshine of the Spotless Mind) (2004).
A câștigat un Premiu Oscar pentru Cea mai bună actriță, în 2009 pentru rolul Hanna Shmitz din filmul Cititorul (The Reader), și a fost nominalizată de alte șase ori. La vârsta de 22 de ani, ea a doborât recordul ca fiind cea mai tânără persoană care a primit două nominalizări la Oscar, iar în prezent este cea mai tânără persoană care a primit șapte nominalizări. Este de asemenea câștigătoare a cinci premii BAFTA, două Emmy și un Grammy. 
Cele șapte nominalizări la Oscar sunt pentru rolurile interpretate în Sense and Sensibility (1995), Titanic (1997), Iris (2001), 
Eternal Sunshine of the Spotless Mind (2004), Little Children' (2006), The Reader (2008) - care i-a adus primul Oscar la cea de-a 81 ceremonie a Academy Awards - și Steve Jobs (2015).

## Începuturile vieții
Kate Winslet s-a născut în Reading, Anglia. Ambii părinții, Roger Winslet și Sally Bridges au fost actori. Bunicii maternali au înființat teatrul din Reading, iar unchiul ei, Robert Bridges, a apărut în producția Oliver!, un musical britanic. Surorile sale sunt Beth Winslet și Anna Winslet, de asemenea actrițe. Mai are un frate, Joss.
Kate a început să studieze teatrul la 11 ani, la școala de teatru Redroofs, devenind purtătoare de cuvânt pentru o reclamă la cereale.

## Cariera
Cariera și-a început-o în televiziune, cu un rol în serialul SF pentru copii Dark Season în 1991 realizat de BBC. urmat de filmul TV Anglo-Saxon Attitudes în 1992 și un episod în serialul medical Casualty în 1993, de asemenea pentru BBC.
Cariera de film a luat amploare în 1994 când a obținut rolul principal în producția aclamată de critici a lui Peter Jackson, Heavenly Creatures, având ca personaj o adolescentă vivace și plină de imaginație, care își ajută cea mai bună prietenă să își ucidă mama deoarece nu le permitea să fie împreună.
Rolul a fost urmat de filmul de succes Sense and Sensibility, care a făcut-o bine-cunoscută mai ales în Regatul Unit. Kate a devenit faimoasă în lumea întreagă în 1997, după lansarea filmului Titanic. În ciuda succesului din Titanic, ea a continuat să apară în filme independente și mult mai mici, incluzând Hideous Kinky și Holy Smoke, refuzând rolul principal în comedia romantică Shakespeare in Love pentru a face Hideous Kinky. Ea luase de asemenea câteva roluri istorice, cum ar fi Hamlet, Quills, Titanic sau Finding Neverland, având porecla “Trandafirul englez”.
În 2005, Kate a apărut în reclama pentru cartea de credit American Express. Ca parte a campaniei "My Life, My Card", reclama o arată pe Kate plimbându-se prin Camden Lock, în Londra, făcând referire la toate întâmplările prin care au trecut personajele pe care le-a interpretat.
Kate a mai apărut în producția BBC Extras, în august 2005, ca o versiune satirică a ei însăși. Performanța sa în episod i-a adus nominalizarea pentru un Emmy, dar nu a câștigat.
În martie 2007, Leonardo DiCaprio a semnat să fie partener cu Kate în filmul Revolutionary Road. Filmul a reunit notabilul duo, de la prima lor apariție în Titanic.

## Viața personală
Pe 22 noiembrie 1998, Winslet s-a căsătorit cu regizorul Jim Threapleton. Cei doi au o fiică, Mia, care s-a născut pe 12 octombrie 2000. După divorțul din 2001, s-a căsătorit cu regizorul Sam Mendes, pe insula Anguilla. Fiul lor, Joe, s-a născut pe 22 decembrie 2003. Aceasta se desparte de Sam Mendes la începutul anului 2010, iar în decembrie 2012, se căsătorește cu Ned Rocknroll, nepotul miliardarului Richard Branson cu care are încă un fiu.

## Filmografie
- 1994: Heavenly Creatures
- 1995: A Kid in King's Arthur's Court
- 1995: Rațiune și simțire (Sense and Sensibility)
- 1996: Jude
- 1996: Hamlet
- 1997: Titanic
- 1998: Hideous Kinky
- 1999: Holy Smoke
- 2000: Quills
- 2001: Iris
- 2001: Enigma
- 2003: Viața lui David Gale (The Life of David Gale)
- 2004: Strălucirea eternă a minții neprihănite (Eternal Sunshine of the Spotless Mind)
- 2004: În căutarea Tărâmului de Nicăieri (Finding Neverland)
- 2005: Romance and Cigarettes
- 2006: All the King's Men
- 2006: Little Children
- 2006: The Holiday
- 2008: Nonconformiștii (Revolutionary Road)
- 2009: The Reader
- 2011: Epidemia: Pericol nevăzut (Contagion)
- 2011: Carnage
- 2013: My Movie Project
- 2013: Last Days of Summer
- 2014: Divergent
- 2015: A Little Chaos
- 2015: Insurgent
- 2015: The Dressmaker
- 2015: Steve Jobs
- 2016: Triple 9
- 2016: Collateral Beauty
- 2017: The Mountain Between Us
- 2017: Wonder Wheel
- 2018: Buttons
- 2019: Blackbird
- 2020: Amonit
- 2022: Avatar: Calea apei (Avatar: The Way of Water)

## Premii

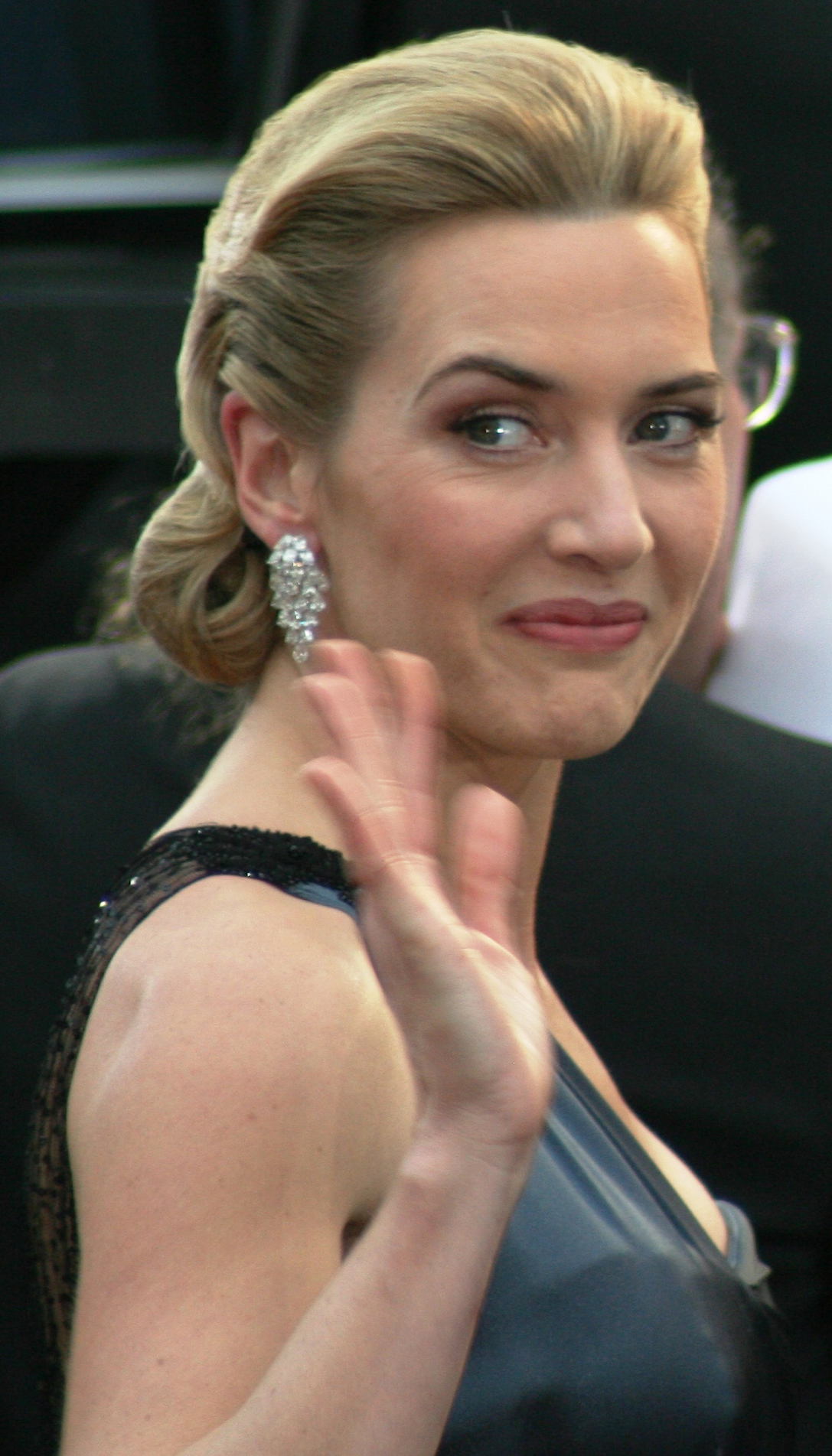
Kate Winslet la Premiile Oscar din 2009, când a câștigat pentru Cititorul (2008)

Winslet a adunat șapte nominalizări la Oscar, câștigând unul, și 13 la Globurile De Aur, câștigând cinci. Revista Premiere a clasat performanța sa ca Clementine Kruczynski în Eternal Sunshine of the Spotless Mind pe locul 81 în topul celor mai mari performanțe de film din toate timpurile.
Ea a primit de asemenea numeroase premii și nominalizări de la alte organizații, cum ar fi “Corporația actorilor de film”.

### Oscaruri
Kate Winslet a câștigat Premiul Oscar pentru cea mai bună actriță în 2009, pentru rolul Hanna Shmitz în filmul Cititorul.
Kate a obținut a cincea nominalizare la Oscar pentru Little Children, la vârsta de 31 de ani, devenind cea mai tânără actriță care a adunat cinci nominalizări (în doar 19 filme). Recordul fusese deținut de Olivia de Havilland, care și l-a dobândit la vârsta de 33 de ani în 1950, având 33 de filme.
Nominalizări: 
- Cea mai bună actriță într-un rol secundar: Rațiune și simțire (1995)
- Cea mai bună actriță: Titanic (1997)
- Cea mai bună actriță într-un rol secundar: Iris (2001)
- Cea mai bună actriță: Strălucirea eternă a minții neprihănite  (2004)
- Cea mai bună actriță: Little Children (2006)
- Cea mai bună actriță: Cititorul (2009) — câștigătoare
- Cea mai bună actriță într-un rol secundar: Steve Jobs (2015)

### Globurile de Aur
Winslet a primit nominalizări pentru:
- Cea mai bună actriță într-un rol secundar: Sense and Sensibility (1995)
- Cea mai bună actriță: Titanic (1997)
- Cea mai bună actriță într-un rol secundar: Iris (2002)
- Cea mai bună actriță: Eternal Sunshine of the Spotless Mind (2004)
- Cea mai bună actriță: Little Children (2006)
- Cea mai bună actriță: Revolutionary Road (2008) - câștigătoare
- Cea mai bună actriță într-un rol secundar: The Reader (2008) - câștigătoare
- Cea mai bună actriță într-o miniserie sau film de televiziune: Mildred Pierce (2011) - câștigătoare
- Cea mai bună actriță: Carnage (2011)
- Cea mai bună actriță: Labor Day (2013)
- Cea mai bună actriță într-un rol secundar: Steve Jobs (2015) - câștigătoare
- Cea mai bună actriță într-o miniserie sau film de televiziune: Mare of Easttown (2021) - câștigătoare
- Cea mai bună miniserie sau film de televiziune: Mare of Easttown (2021) - nominalizare în poziția de producător

### BAFTA
Winslet a câștigat un premiu BAFTA pentru cea mai bună actriță într-un rol secundar, Sense and Sensibility (1996), un premiu pentru rol principal, The Reader (2008) și încă un premiu pentru rol secundar, Steve Jobs (2015). Are de asemenea două premii BAFTA pentru televiziune, pentru rolul din I Am Ruth.